# 倉林育四郎
倉林 育四郎（くらばやし いくしろう、1912年8月14日 - 没年不明 ）は、日本の経営者。武田薬品工業社長を務めた。

## 来歴・人物
埼玉県児玉郡児玉町出身。1937年に東京帝国大学医学部薬学科を卒業し、同年に武田薬品工業に入社。1966年6月に取締役に就任し、常務、専務を経て、1976年6月に副社長に就任し、1981年6月には社長に昇格した。武田一族以外では初の社長で、米国への工場進出などの国際化の推進とバイオテクノロジーの研究開発に力を入れた。1986年6月から相談役を務めた。
日本化学工業協会常務理事、関西化学工業協会常任理事、経済団体連合会評議員、関西経済連合会常任理事なども歴任した。
1986年4月には勲二等瑞宝章を受章した。